# Andreï Petrovitch Chouvalov
Pour les autres membres de la famille, voir Famille Chouvalov.
Andreï Petrovitch, comte Chouvalov (23 juin 1743 - 24 avril 1789, Saint-Pétersbourg), est un homme politique russe.

## Biographie
Fils de Pierre Ivanovitch Chouvalov, il suit ses études à Paris et à Genève.
Il est promu sergent-major de la garde à cheval en 1748, puis lieutenant en 1756. L'année suivante, il reçoit le titre de gentilhomme de la chambre.
En 1758, il est élu membre honoraire de l'Académie impériale des beaux-arts.
Il est nommé chambellan en 1761.
Au cours de son deuxième voyage en Europe, il a rencontré Voltaire et lui a rendu visite à Ferney. En 1766, il retourne en Russie. En 1767, il accompagne l'impératrice pour un voyage le long de la Volga.
En 1762, il a épousé Ekaterina Petrovna Saltykova (1743-1817), fille du maréchal Piotr Saltykov. Il est le père de Piotr Chouvalov et de Pavel Andreevič Šuvalov (it), ainsi que le beau-père du prince Mikhail Andreïevich Galitzine (1765-1812) et du prince Franz Joseph von Dietrichstein.
Après une mission infructueuse de Suède en 1775, Chouvalov a passé les années suivantes à l'étranger. De passage à Paris, avec son épouse, il s'est lié avec les sommités de la littérature française.
Le 2 janvier 1787, il accompagne l'impératrice lors de son voyage en Crimée.
Il était sénateur.